# 4289 Biwako
4289 Biwako è un asteroide della fascia principale. Scoperto nel 1989, presenta un'orbita caratterizzata da un semiasse maggiore pari a 2,2967051 UA e da un'eccentricità di 0,1572422, inclinata di 5,46799° rispetto all'eclittica.